# Équipe de Suisse de football en 1960
Cet article présente les résultats de l'équipe de Suisse de football lors de l'année 1960. En avril, elle rencontre pour la première fois l'équipe du Chili.

## Bilan
|           | Nombre de matchs | Victoires | Défaites | Matchs nuls | Buts marqués | Buts encaissés |
| Domicile  | 3                | 3         | 0        | 0           | 13           | 5              |
| Extérieur | 3                | 1         | 2        | 0           | 5            | 8              |
| Neutre    | 0                | 0         | 0        | 0           | 0            | 0              |
| Total     | 6                | 4         | 2        | 0           | 18           | 13             |

## Matchs et résultats
| Coupe internationale européenne 1955-1960          | Italie                                           | 3 - 0   | Suisse | San Paolo, Naples                                        |                                                          |
| 6 janvier 1960 · 14h30 · Historique des rencontres | Mägerli 47e (csc) · Stacchini 64e · Montuori 81e | (0 - 0) |        | Spectateurs : 55 000 Arbitrage : Daniel Zariquiegui Izco | Spectateurs : 55 000 Arbitrage : Daniel Zariquiegui Izco |
| 6 janvier 1960 · 14h30 · Historique des rencontres | Rapport                                          |         |        | Spectateurs : 55 000 Arbitrage : Daniel Zariquiegui Izco | Spectateurs : 55 000 Arbitrage : Daniel Zariquiegui Izco |

| Match amical                             | Belgique                                   | 3 - 1   | Suisse       | Stade du Heysel, Bruxelles                      |                                                 |
| 27 mars 1960 · Historique des rencontres | Diricx 40e (pen.) · Jadot 49e · Ritzen 70e | (1 - 1) | 16e Allemann | Spectateurs : 45 000 Arbitrage : Johannes Malka | Spectateurs : 45 000 Arbitrage : Johannes Malka |
| 27 mars 1960 · Historique des rencontres | Rapport                                    |         |              | Spectateurs : 45 000 Arbitrage : Johannes Malka | Spectateurs : 45 000 Arbitrage : Johannes Malka |

| Match amical                             | Suisse                                                              | 4 - 2   | Chili                | Stade Saint-Jacques, Bâle                 |                                           |
| 6 avril 1960 · Historique des rencontres | Sánchez 10e (csc) · Hügi 56e · Allemann 77e · Vonlanthen 82e (pen.) | (1 - 1) | 23e Mura · 88e Tobar | Spectateurs : 35 916 Arbitrage : Leo Horn | Spectateurs : 35 916 Arbitrage : Leo Horn |
| 6 avril 1960 · Historique des rencontres | Rapport                                                             |         |                      | Spectateurs : 35 916 Arbitrage : Leo Horn | Spectateurs : 35 916 Arbitrage : Leo Horn |

| Match amical                            | Suisse                     | 3 - 1   | Pays-Bas   | Letzigrund, Zurich                                 |                                                    |
| 18 mai 1960 · Historique des rencontres | Allemann 16e 70e · Rey 46e | (1 - 1) | 6e Rijvers | Spectateurs : 18 000 Arbitrage : Friedrich Seipelt | Spectateurs : 18 000 Arbitrage : Friedrich Seipelt |
| 18 mai 1960 · Historique des rencontres | Rapport                    |         |            | Spectateurs : 18 000 Arbitrage : Friedrich Seipelt | Spectateurs : 18 000 Arbitrage : Friedrich Seipelt |

| Match amical                                | Suisse                               | 6 - 2   | France         | Stade Saint-Jacques, Bâle                     |                                               |
| 12 octobre 1960 · Historique des rencontres | Weber 19e · Hügi 42e 61e 65e 80e 89e | (2 - 1) | 18e 87e Goujon | Spectateurs : 40 000 Arbitrage : Cesare Jonni | Spectateurs : 40 000 Arbitrage : Cesare Jonni |
| 12 octobre 1960 · Historique des rencontres | Rapport                              |         |                | Spectateurs : 40 000 Arbitrage : Cesare Jonni | Spectateurs : 40 000 Arbitrage : Cesare Jonni |

| Éliminatoires de la Coupe du monde 1962      | Belgique                     | 2 - 4   | Suisse                              | Stade du Heysel, Bruxelles                         |                                                    |
| 20 novembre 1960 · Historique des rencontres | Van Himst 24e · Paeschen 83e | (1 - 2) | 22e 48e 79e Antenen · 44e Schneiter | Spectateurs : 35 000 Arbitrage : Friedrich Seipelt | Spectateurs : 35 000 Arbitrage : Friedrich Seipelt |
| 20 novembre 1960 · Historique des rencontres | Rapport                      |         |                                     | Spectateurs : 35 000 Arbitrage : Friedrich Seipelt | Spectateurs : 35 000 Arbitrage : Friedrich Seipelt |